# Euapta
Genre
Les Euapta sont un genre d'holothuries (concombre de mer), de la famille des Synaptidae. 

## Description et caractéristiques
Ce sont des holothuries synaptides caractéristiques, avec un corps très allongé, capitonné quand il se contracte, et translucide. On distingue généralement bien les 5 lignes longitudinales, soulignées de jaune. Elles sont généralement nocturnes et vivent cachées pendant la journée. 
Au niveau squelettique, les spicules en forme d'ancres portent de petites irrégularités branchues et une tige allongée, et l'anneau calcaire, dépourvu de projections antérieures, n'est pas suivi d'un anneau cartilagineux. On ne compte qu'un à trois canaux minéraux.

## Liste des espèces
Selon World Register of Marine Species (27 janvier 2014) :
- Euapta godeffroyi (Semper, 1868)  -- Indo-Pacifique
- Euapta lappa  (J. Müller, 1850)  -- Caraïbes
- Euapta magna Heding, 1928 -- Hawaii
- Euapta sinevirga (Cherbonnier, 1988) -- Madagascar
- Euapta tahitiensis Cherbonnier, 1955 -- Polynésie

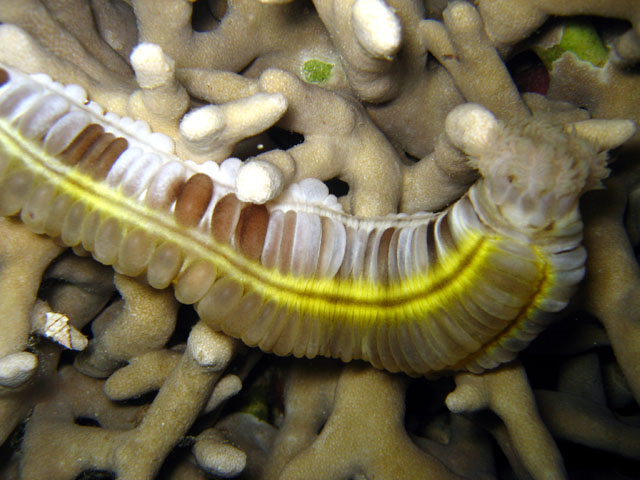
Euapta godeffroyi
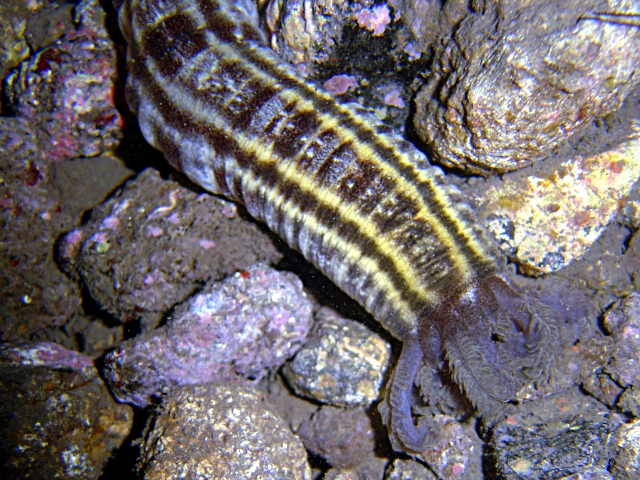
Euapta lappa
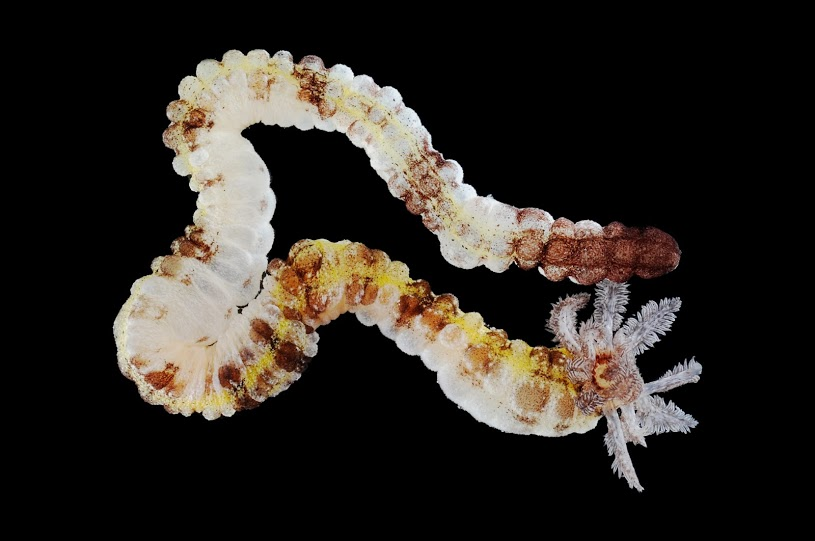
Euapta tahitiensis